# Chloroclystis clerci
Chloroclystis clerci là một loài bướm đêm trong họ Geometridae.